# استفانی گریشام
استفانی ان گریشام (متولد ۲۳ ژوئیه ۱۹۷۶) یک مقام آمریکایی سابق کاخ سفید است که سی و دومین دبیر مطبوعاتی کاخ سفید بود و از ژوئیه ۲۰۱۹ تا آوریل ۲۰۲۰ به عنوان مدیر ارتباطات کاخ سفید خدمت کرد. او از سال ۲۰۲۰ تا ۲۰۲۱ رئیس دفتر و دبیر مطبوعات بانوی اول ایالات متحده، ملانیا ترامپ بود. پس از آن که قبلاً از سال ۲۰۱۷ تا ۲۰۱۹ به عنوان منشی مطبوعاتی او خدمت کرده بود.
گریشام دستیار مطبوعاتی کارزار ریاست جمهوری ۲۰۱۶ دونالد ترامپ، و سپس یکی از اعضای تیم انتقال ریاست جمهوری بود. او سومین دبیر مطبوعاتی ترامپ در کاخ سفید بود که جانشین سارا هاکبی سندرز شد و اولین دبیر مطبوعاتی کاخ سفید بود که هیچ کنفرانس مطبوعاتی برگزار نکرد، در عوض مصاحبه با رسانه‌های خبری محافظه کار را انتخاب کرد. گریشام در ۷ آوریل ۲۰۲۰ نقش رئیس ستاد بانوی اول را بر عهده گرفت.
او در ۶ ژانویه ۲۰۲۱، درست ساعاتی پس از حمله ۶ ژانویه به ساختمان کنگره استعفا داد. در سپتامبر ۲۰۲۱، او از انتشار کتاب خود دربارهٔ زمان کارش در دولت ترامپ خبر داد.